# Кравченко, Сергей Александрович
Серге́й Алекса́ндрович Кра́вченко (род. 22 августа 1949) — советский и российский социолог. Доктор философских наук, профессор. Лауреат премии имени М. М. Ковалевского (2010).

## Биография
Окончил Курский государственный педагогический институт по специальности «Филология».
В 1975 году в Московском государственном педагогическом университете имени В. И. Ленина защитил диссертацию на соискание учёной степени кандидат философских наук по теме «Критика ревизионистских „моделей“ политической организации социалистического общества» (специальность 09.00.02 — научный коммунизм).
В 1991 году в Московском педагогическом государственном университете защитил диссертацию на соискание учёной степени доктора философских наук по теме «Эволюция советской политической системы : (Диалог с западной философско-политологической мыслью)» (специальность 09.00.01 — диалектический и исторический материализм).
Ведет научную и преподавательскую деятельность с 1971 года, с 1983 года — работает в МГИМО, заведующий кафедрой социологии.
Преподаваемые курсы: Социология риска, Социология постмодерна, Sociology (на англ.), Классические и современные социологические теории, Новейшие социологические теории, Социология риска, уязвимостей и безопасности.

## Научная деятельность
Сфера научных интересов: нелинейная социокультурная динамика социума, его риски, уязвимости, опасности.
Автор теорий:
- играизации общества, интерпретирующей внедрение эвристических принципов в прагматические жизненные стратегии;
- социологического воображения, адекватного рефлексивной стадии развития социологической науки;
- гуманистической теории сложности;
- глоболокальных рисков.

Автор более 200 научных работ.
Автор энциклопедических словарей и справочников, опубликованных в России и за рубежом:
- Kravchenko S. The Encyclopedic English-Russian Sociological Dictionary. — Lewiston, New York: The Edwin Mellen Press, 2000. — Р. 404
- Кравченко С. А. Социологический постмодернизм: теоретические источники, концепции, словарь терминов. — М.: МГИМО-Университет, 2010.
- Кравченко С. А. Словарь новейшей социологической лексики (с английскими эквивалентами). М.: МГИМО-Университет, 2011.
- Кравченко С. А. Социологический толковый англо-русский словарь. М.: МГИМО-Университет, 2012.
- Кравченко С. А. Социологический толковый русско-английский словарь. М.: МГИМО-Университет, 2013.

Автор учебников и учебных пособий, получивших признание у научной и педагогической общественности:
- Кравченко С. А. Основные социологические парадигмы через призму социологического воображения = Basic sociological paradigms through the prism of sociological imagination: учебник [на англ. яз.] /
- Кравченко С. А. Социология риска и безопасности: учебник и практикум для академического бакалавриата. М.: Юрайт, 2016. — 302 с.
- Кравченко С. А. Социология. Социальная диагностика жизни: учебник и практикум для академического бакалавриата / С. А. Кравченко. — М.: Юрайт, 2016. — 296 с.
- Кравченко С. А. Социология в 2-х тт. Т.1. Классические теории через призму социологического воображения. Учебник для академического бакалавриата. М.: Юрайт, 2014. — 584 С.
- Кравченко С. А. Социология в 2-х тт. Т.2. Новые и новейшие социологические теории через призму социологического воображения. учебник для академического бакалавриата. М.: Юрайт, 2014. — 636 с.
- Кравченко С. А. Социология: парадигмы через призму социологического воображения. Учебник для вузов. 3-е издание, переработанное и дополненное. М.: «Экзамен», 2007. — 750 с.

## Общественная деятельность
- член Союза писателей России
- вице-президент Российского общества социологов и Вице-президент Профессиональной социологической ассоциации
- академик Международной академии наук высшей школы
- вице-президент, член Международной академии коммуникологии
- член редакционной коллегии ряда социологических журналов: «Социологические исследования», «Социологическая наука и социальная практика» (заместитель главного редактора), «Коммуникология», «Вестник Института социологии РАН», «Проблемный анализ и государственно-управленческое проектирование», «Социальная политика и социология».

## Награды
- Премия имени М. М. Ковалевского (совместно с В. К. Левашовым, за 2010 год) — за серию работ «Теоретическое и практическое изучение современной социальной реальности»
- Лауреат премии конкурса интеллектуальных проектов «Держава-2009»
- награждён Серебряной медалью имени Питирима Сорокина (2009)
- Почётный знак «Заслуженный деятель РОС»[3]